# 四ホウ化鉄
四ホウ化鉄(Iron tetraboride、FeB4)は、研究室で作り出された超硬度材料、超伝導材料である。分子構造がコンピュータによって初めて予測された。